# Ōmura Masujirō
En aquest nom japonès, el cognom és Ōmura.
Ōmura Masujirō (大村 益次郎, 30 de maig de 1824 - 7 de desembre de 1869) fou un cap militar japonès i teòric al període Bakumatsu del Japó. És considerat com el "pare de l'exèrcit japonès modern".

## Primers anys i educació
Omura va néixer en el que avui és part de Yamaguchi, a l'antic Domini de Chōshū, on el seu pare era un metge rural. Des de molt jove Omura va manifestar un gran interès en l'aprenentatge i la medicina, i va viatjar a Osaka per estudiar rangaku sota la direcció d'Ogata Koan en la seva acadèmia Tekijuku d'estudis occidentals quan tenia vint-anys. Va continuar la seva educació a Nagasaki sota la direcció del metge alemany Philipp Franz von Siebold, el primer europeu que va ensenyar medicina occidental al Japó. El seu interès en les tàctiques militars occidentals es va iniciar en la dècada del 1850 i va ser aquest interès el que va dur Omura a esdevenir un actiu valuós després de la Restauració Meiji en la creació de l'exèrcit modern del Japó.

## Inicis
Després d'estudiar a Nagasaki, Omura va tornar al seu poble a l'edat de vint anys per exercir la medicina, però va acceptar una oferta del dàimio Date Munenari del proper Domini d'Uwajima en 1853 per treballar com a expert en estudis occidentals i instructor de l'escola militar a canvi del rang de samurai que no posseïa per naixement. Donat que les incursions estrangeres en aigües territorials japoneses augmentaven, així com la pressió de les potències estrangeres del Japó per posar fi al seu aïllament nacional política, Omura va ser enviat a Nagasaki per estudiar construcció de vaixells i navegació. Va viatjar a Edo en 1856 en el seguici de Date Munenari, i va ser nomenat professor de l'institut d'estudis occidentals del shogunat, el Bansho Shirabesho. Durant aquest temps, també va continuar la seva educació mitjançant l'aprenentatge de l'anglès sota el mestratge del missioner estatunidenc establert a Yokohama James Curtis Hepburn
En 1861, el domini de Chōshū va contractar Omura per tornar a donar classes a l'acadèmia militar de Chōshū i reformar i modernitzar l'exèrcit del domini. També li va atogar el grau de samurai. Va ser aquest mateix any en què Omura va començar la seva participació amb Kido Takayoshi, un polític moderat que servia com a enllaç entre la burocràcia del domini i els elements radicals entre els joves samurais de menor nivell de Chōshū que recolzaven el moviment Sonnō jōi i l'enderrocament violent del shogunat Tokugawa.

## Com a cap militar
Després del seu retorn a Chōshū, Omura no només va introduir armament modern occidental, sinó que també va introduir el concepte d'entrenament militar per als samurais i plebeus. El concepte va ser molt controvertit, però Omura va ser justificat quan les seves tropes van derrotar l'exèrcit de tots els samurais del shogunat en la Segona Expedició Chōshū de 1866. Aquestes mateixes tropes també van formar el nucli dels exèrcits de l'Aliança Satchō a la batalla de Toba-Fushimi, batalla de Ueno i altres batalles de la Guerra Boshin de la Restauració Meiji des de 1867 fins a 1868.

## La formació de la Meiji Militar
Després de la Restauració Meiji, el govern va reconèixer la necessitat d'una força militar més forta que prioritzés la seva lleialtat al govern central a la dels dominis individuals. Sota el nou govern Meiji, Omura va ser nomenat per al càrrec de Hyobu Daiyu, el que equival a la funció de Vice Ministre de la Guerra al Ministeri de l'Exèrcit i l'Armada de nova creació. En aquest paper, Omura va tenir la tasca de la creació d'un exèrcit nacional segons els models occidentals. Omura va tractar de duplicar les polítiques que ell ja havia implementat amb èxit en Chōshū a una escala major, és a dir, la introducció de servei militar obligatori i entrenament militar per als plebeus, en lloc de dependre d'una força feudal hereditària. També va recolzar decididament les negociacions respecte de l'abolició del sistema han, i amb ell, els nombrosos exèrcits privats mantinguts pels dàimios, que considerava una pèrdua de recursos i una potencial amenaça a la seguretat.
Durant una reunió del Consell al juny de 1869, Omura va argumentar que "si el govern estava decidit a esdevenir militarment independent i poderós, calia abolir els feus i els exèrcits feudals, per acabar amb els privilegis de la classe samurai, i introduir servei militar obligatori universal." L'ideal militar d'Omura consistia en un exèrcit modelat segons el models dels exèrcits francesos de Napoleó i la marina de guerra prendria com a model la Royal Navy dels britànics. Per aquesta raó, tot i que el govern francès havia donat suport tàctic al règim Tokugawa durant les guerres de la Restauració Meiji, a través del subministrament d'armes i assessors militars, Omura va continuar pressionant per al retorn de la missió militar francesa perquè entrenés les seves tropes noves.
Omura es va enfrontar a l'oposició de molts dels seus col·legues, inclosa a la majoria conservadora samurai que veia les seves idees sobre la modernització i la reforma de les forces armades japoneses com a massa radicals. El que Omura defensava no era només acabar amb els mitjans de vida de milers de samurai, sinó també la fi de la seva posició privilegiada a la societat.
Home de caràcter fort, Omura va arribar a tenir tanta animadversió a l'estret sistema militar del feudalisme que s'explica una història de la seva negativa a parlar amb un proper company d'armes que el va ofendre pel fet de portar la seva llarga espasa samurai durant una conferència.

## Darrers anys
Va ser l'oposició d'alguns d'aquests samurais el que va portar a la mort a finals de 1860. Mentre es trobava a la regió de Kansai mirant llocs per a futures escoles militars, al setembre de 1869, Omura va ser atacat per vuit descontents ex-samurai, irònicament, la majoria de Chōshū.
Aquests ex-samurai eren seguidors del llavors abandonat moviment Sonno joii conservaven gelosament una antipatia xenòfoba als estrangers i a les idees occidentals. En la nit del 9 d'octubre de 1869, ell i diversos col·laboradors van ser atacats en una posada de Kyoto. Ferit en diversos llocs, amb prou feines va poder escapar amb vida amagant-se en una banyera plena d'aigua bruta. La ferida en la cama no es guaria, i va viatjar a Osaka per ser tractat pel metge neerlandès A.F. Bauduin, que volia amputar-li la cama. Abans, però, de poder dur a terme l'operació, Omura va morir de les seves ferides el 7 de desembre.
Els assassins d'Omura aviat van ser detinguts i condemnats a mort, però van ser indultats a causa de la pressió política en l'últim moment pels funcionaris del govern que compartien els seus punts de vista que les reformes de Omura eren una ofensa a la classe samurai. Van ser executats un any després.

## Llegat
Poc després de la mort d'Omura, es va construir una estàtua de bronze en el seu honor per Okuma Ujihiro. L'estàtua va ser col·locada a l'entrada monumental del Santuari Yasukuni, a Tòquio. El santuari va ser erigit per als japonesos que van morir en la batalla i segueix sent un dels santuaris més visitats i respectats del Japó. L'estàtua va ser la primera escultura d'estil occidental al Japó
Les idees d'Omura per a la modernització de les forces armades japoneses es van dur a terme en gran manera després de la seva mort pels seus seguidors com Yamagata Aritomo, Kido Takayoshi i Yamada Akiyoshi. Yamada Akiyoshi va ser el cap més fort dels quatre, i fou el principal responsable d'establir la moderna estructura militar japonesa amb les idees de Omura. Yamada promogué les idees de Omura, establint noves acadèmies militars que ensenyaren les idees d'Omura. Yamagata Aritomo i Saigō Tsugumichi també tingueren en compte les idees d'Omura a l'hora d'aprovar una llei que imposava el servei militar obligatori universal en 1873.
Yamagata Aritomo, fervent seguidor d'Omura, va viatjar a Europa per estudiar la ciència militar i tècniques militars que es podria adaptar al Japó. Al seu retorn d'Europa, va organitzar una força de 10.000 homes per formar el nucli del nou Exèrcit Imperial Japonès. Tal com Omura havia esperat, la missió militar francesa va tornar en 1872 per ajudar a equipar i entrenar el nou exèrcit. Tot i que Omura va morir abans de tenir l'oportunitat de dur a terme moltes de les seves radicals idees radicals, la impressió duradora que va deixar en els seus seguidors van portar a les seves polítiques i idees a donar forma, posteriorment, a l'exèrcit Meiji.